# Andrei Socaci
Andrei Socaci (Sântimbru, 19 giugno 1966) è un ex sollevatore rumeno medagliato olimpico e mondiale e campione europeo che ha gareggiato nelle categorie dei pesi leggeri (fino a 67,5 kg.) e dei pesi medi (fino a 75 kg.).

## Carriera
Andrei Socaci partecipò alle Olimpiadi di Los Angeles 1984, caratterizzate dall'assenza di numerosi atleti dell'Est europeo a causa del boicottaggio dei loro Paesi, riuscendo a conquistare la medaglia d'argento nella categoria dei pesi leggeri con 312,5 kg. nel totale, dietro al cinese Yao Jingyuan (320 kg.). In quell'anno la competizione olimpica di sollevamento pesi era valida anche come Campionato mondiale.
L'anno successivo Socaci passò alla categoria superiore dei pesi medi, confermandosi come uno dei migliori sollevatori a livello internazionale ai Campionati mondiali di Södertälje, dove vinse la medaglia di bronzo con 355 kg. nel totale.
Nel 1986 vinse la medaglia di bronzo ai Campionati europei di Karl-Marx-Stadt con 350 kg. nel totale e, qualche mese dopo, vinse un'altra medaglia di bronzo ai Campionati mondiali di Sofia con lo stesso risultato nel totale.
L'anno seguente Socaci riuscì ad incrementare i propri risultati, arrivando alla medaglia d'argento ai Campionati europei di Reims con 367,5 kg. nel totale, battuto dal bulgaro Aleksandăr Vărbanov (370 kg.).
Nel 1988 Socaci ottenne la medaglia d'argento ai Campionati europei di Cardiff con 350 kg. nel totale e dopo qualche mese prese parte alle Olimpiadi di Seul 1988, classificandosi al 5º posto finale con 347,5 kg. nel totale.
Due anni dopo vinse la medaglia di bronzo ai Campionati europei di Aalborg con 352,5 kg. nel totale e qualche mese più tardi vinse la medaglia d'argento ai Campionati mondiali di Budapest con 345 kg. nel totale, dietro al sovietico Fёdor Kasapu (360 kg.).
Nel 1991 Socaci si laureò campione europeo, vincendo la medaglia d'oro ai Campionati europei di Władysławowo con 350 kg. nel totale.
Nel 1992 Socaci ottenne la sua ultima affermazione internazionale, vincendo la medaglia d'argento ai Campionati europei di Szekszárd con 350 kg. nel totale, alle spalle del rappresentante della Comunità degli Stati Indipendenti (CSI) Vladimir Kuznecov (355 kg.), precedendo l'israeliano di origine russa Oleg Sadikhov (342,5 kg.).
Dopo il ritiro dall'attività agonistica Andrei Socaci diventò allenatore di sollevamento pesi.